# Jérôme Carcopino
Jérôme Carcopino va ser un historiador (especialista de la Roma antiga), alt funcionari i polític francès, nascut el 27 de juny de 1881 a Verneuil-sur-Avre (Eure) i mort el 17 de març de 1970 a París. lnvestigador de categoria indiscutible, la seva vida i el prisma amb què s'observa el personatge han estat marcats per la seva participació al govern de Vichy.
És l'autor de la important llei del 27 de setembre de 1941 relativa a les excavacions arqueològiques, anomenada «llei Carcopino» i va exercir les funcions de director de l'Escola normal superior entre 1940 i 1941 i entre 1942 i 1944.

## Família
Criat a un entorn familiar republicà i progressista, Jérôme Carcopino era fill únic d'un metge d'origen cors que es va instal·lar a Verneuil-sur-Avre on es va casar l'any 1880 amb Alphonsine Dumond, filla de terratinents que va morir de febre tifoide divuit mesos després del naixement del seu fill. La madrastra, que s'encarregarà de la seva educació, havia estat criada en un entorn artístic.
Jérôme Carcopino fou batejat al seu naixement però va ser més aviat agnòstic fins que no va tornar al catolicisme l'any 1938. Va tenir sis fills: una de les seves filles es casà amb el fill del cèlebre pedagog Georges Bertier; dos dels seus fills van morir de tuberculosi. També és cosí de l'escriptor Francis Carco.

## Estudis superiors
Va fer els seus estudis de secundària primer al col·legi Sainte-Barbe, on obtingué una borsa d'estudis a partir de 1892, i després a l'institut Henry-IV. Va entrar a l'Escola normal superior l'any 1901. Tres anys més tard va obtenir les oposicions (agrégation) d'història i geografia amb la millor nota de tot l'estat.

### Carrera universitària
Membre de l'Escola francesa de Roma, on prossegueix els seus estudis en companyia de Louis Halphen, Lucien Romier i Louis Hautecœur, hi va fer amistat amb Albert Grenier. Va començar a adquirir fama internacional gràcies a polèmiques científiques amb Michael Rostovtzeff i, sobretot, al seu importantíssim estudi de la inscripció d'Ain el Djemala (avui transcrit Aïn Jammala).
Tot seguit va ser anomenat professor d'història al liceu de Le Havre, on va fer classes de 1907 a 1911
Després d'haver estat durant un any secretari de Raymond Poincaré, va fer classes l'any 1912 a la facultat d'Alger, aleshores sota domini francès. L'any següent, va obtenir l'estatut d'inspector adjunt i va esdevenir director del Museu nacional d'antiguitats algerianes
Durant la Primera Guerra Mundial, va fer de tinent de zouaves a l'exèrcit francès d'Orient i va obtenir guardons entre els quals la Legió d'honor per la seva tasca militar. Acabada la guerra, esdevé pacifista, conservador i tradicionalista.

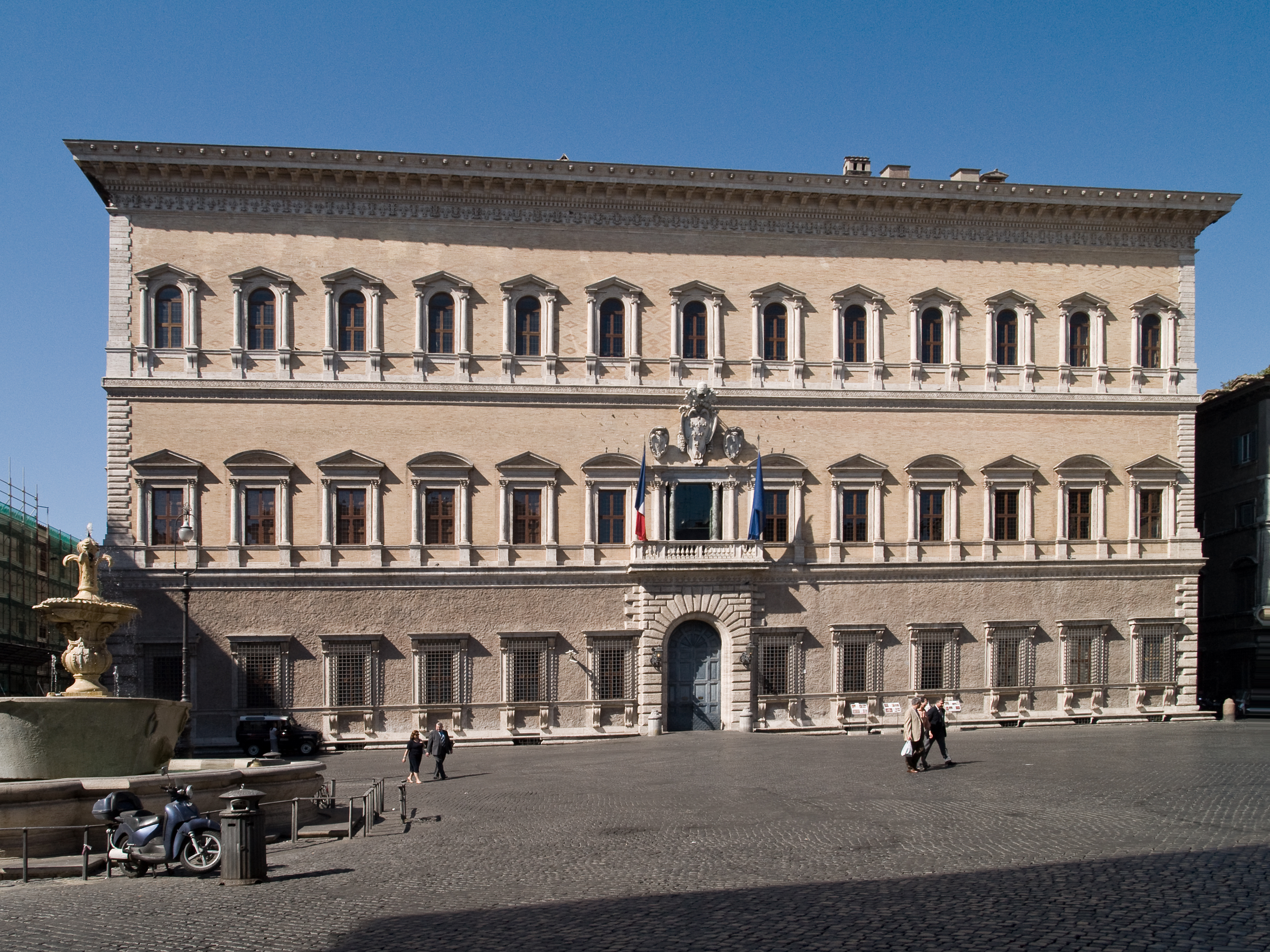
Palau Farnese, seu de l'Escola francesa de Roma

L'any 1918, defensa les seves dues tesis (una d'elles sobre els orígens d'Òstia a l'obra de Virgili) i obté la plaça de professor d'història romana a la Sorbona, que fins aleshores ocupava el seu mestre Gustave Bloch. A la mort de monsenyor Louis Duchesne, esdevé temporalment director de l'Escola francesa de Roma durant el curs 1922-1923. Carcopino aprofita l'avinentesa per tal de modernitzar profundament aquesta institució i, al mateix temps, per donar un nou impuls a la seva carrera. L'any 1931, és nomenat president de la Société libre d'agriculture, sciences, arts et belles-lettres de l'Eure. El 1937, és novament anomenat director de l'Escola francesa de Roma, aquesta vegada titular i per una durada de sis anys. No obstant això, es veu obligat a tornar a França després de la declaració de guerra per part d'Itàlia.

## Carrera política

### Ministre de Vichy
Sota l'ocupació alemanya de França, dirigeix l'Escola normal superior de 1940 a 1942 i assumeix, sense tenir-ne el títol, les funcions de rector de l'Acadèmia de París (conselleria d'educació) un cop revocat Gustave Roussy com a conseqüència de les manifestacions d'estudiants de l'11 de novembre de 1940. Catòlic però més aviat laic, va denunciar les posicions clericals del ministre de la Instrucció pública Jacques Chevalier.

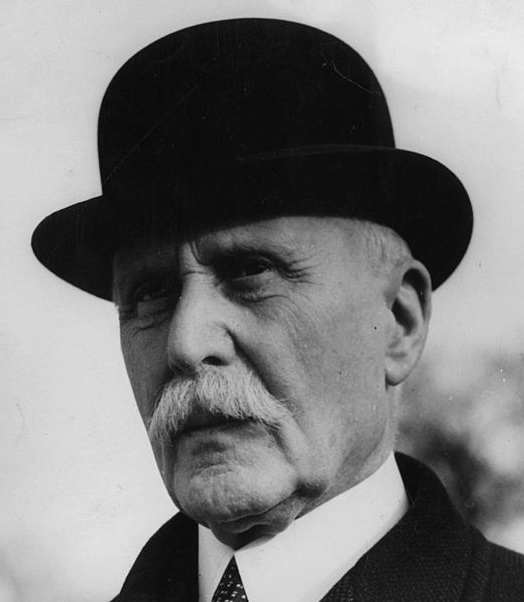
Pétain, cap del govern de Vichy

El 24 de febrer de 1941, és anomenat secretari d'Estat a per a l'Educació nacional i per a la joventut al govern de l'almirall Darlan. Tot i haver signat un acord amb el cardenal Suhard sobre el finançament de l'escola privada, suspèn la introducció de la matèria de religió als programes de moral de l'escola primària i sobretot els «deures envers Déu». «Déu» cedeix la seva plaça als «valors espirituals», la pàtria, la civilització cristiana. Tot s'ha de dir que Jacques Chevalier, parlant simplement de Déu, havia estat més tolerant que Carcopino i la seva «civilització cristiana» que exclou els creients d'altres cultures. L'ensenyament religiós esdevé una optativa. Carcopino lliga el seu nom a la reorganització de l'ensenyament escolar del 15 d'agost de 1941 i proposa al mariscal Pétain una limitació (numerus clausus) del nombre d'estudiants jueus.
Aplica les lleis del règim de Vichy, entre elles els textos que excloen jueus i francmaçons de les funcions públiques. Catorze dels cent cinquanta universitaris jueus obtenen una suspensió de l'aplicació per llur cas. Carcopino aplica el numerus clausus als estudiants però rebutja d'aplicar-la als instituts. Essent maréchalista i pétainista, tot i que no antisemita, li toca aplicar tot i així escrupolosament la legislació d'exclusió del govern de Vichy. Pròxim a l'ala neutra dels escoltes Éclaireurs de França, de la qual el seu fill ha estat dirigent, parent per aliança del pedagog Georges Bertier, considera la possibilitat d'un escoltisme escolar.

Jules Isaac diu d'ell que, entre els ministres de l'Educació nacional de Vichy, és:
| « | qui a mis, au service de la Révolution nationale, le tempérament le plus autoritaire et la poigne la plus rude | » |

 «el que ha posat al servei de la Revolució nacional el temperament més autoritari i l'aplicació més rude».
Fou responsabilitat seva, en particular, l'exclusió de l'ensenyament del jove filòsof Valentin Feldman (1909-1942), que llavors tenia plaça al col·legi de Dieppe. A la vegada però, proposa com a successor seu a la Sorbona, el seu alumne Henri-Irénée Marrou, tot i ser coneixedor de l'activitat d'aquest a favor de la resistència lionesa. El 18 d'abril de 1942, és reemplaçat per Abel Bonnard com a secretari d'Estat per a l'Educació nacional.

### La Llei Carcopino
Carcopino és l'autor de la llei del 27 de setembre de 1941 que regula les excavacions arqueològiques, completada per la llei del 21 de gener de 1942 que crea un servei arqueològic gestionat pel Centre nacional de la investigació científica (CNRS) a la vegada que organitza les circumscripcions arqueològiques. Només la primera d'aquestes dues «lleis Carcopino» va ser validada després de l'Alliberament de França per la disposició del 13 de setembre de 1945. Aquesta llei és l'origen de l'organització administrativa de l'arqueologia francesa en vigor encara al segle XXI. És considerada per alguns com un exemple del govern de Vichy, d'altres troben que és una llei de circumstàncies amb l'objectiu de protegir el país contra les excavacions dels ocupants nazis.

### Serveis retuts a la Resistència
En tornar Pierre Laval al poder l'abril 1942, Carcopino dimiteix, torna a la seva plaça com a director de l'Escola normal superior (ENS) i ajuda els seus alumnes a escapolir-se del Servei laboral obligatori (STO). Hi instaura un quart any d'estudis (abans eren només tres), cosa que permet els estudiants de l'ENS de començar una tesi. Intenta salvar diversos resistents, com ara Raymond Croland o Georges Bruhat.
A l'alliberament de França, és revocat de les seves funcions per la seva participació al govern de Vichy. Empresonat a Fresnes a l'agost de 1944, a la mateixa cel·la que Sacha Guitry, obté el seu alliberament provisional al febrer de 1945. L'11 de juliol de 1947, l'alt tribunal de justícia emet una disposició de sobreseïment pels serveis retuts a la Resistència, mentre que el seu predecessor en tant que secretari d'Estat a la Instrucció pública, Jacques Chevalier, és condemnat a vint anys de treballs forçosos, i que el seu successor a aquesta mateixa funció, Abel Bonnard, és condemnat a mort (per contumàcia). L'any 1951 torna al funcionariat públic.
A les seves memòries, presenta una «apologia sistemàtica i extremament documentada del petainisme en general i del seu paper en particular».

### Defunció
Mor el 17 de març de 1970 en el seu domicili al districte 7è de París i és enterrat a Laferté-sur-Aube, municipi d'Haute-Marne on va fer estades regularment durant quaranta anys.

## Aportació a la història de la Roma antiga

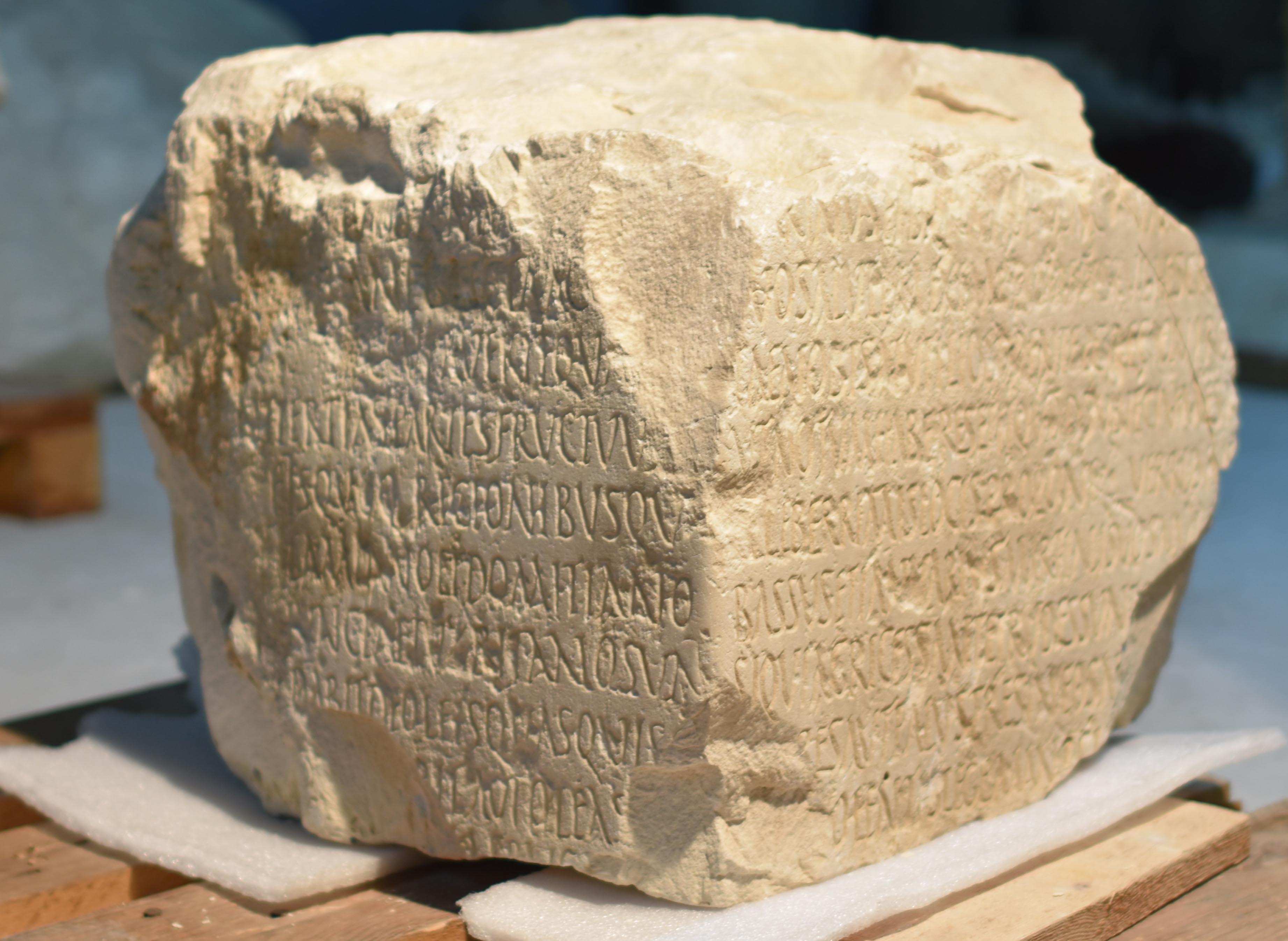
Fragment de la inscripció d'Aïn Jammala que va publicar J. Carcopino

Historiador de la Roma antiga, Jérôme Carcopino ha publicat molts treballs entre els quals l'edició ja esmentada de la inscripció d'Aïn Jammala. Aquest text epigràfic fragmentari conté, entre altres documents el sermo procuratorum, un text de caràcter legislatiu, crucial per comprendre el colonat d'època romana. Les reaccions a aquesta publicació capdavantera no es van fer esperar dins el mon científic. Així, van aparèixer un seguit de contraarticles i respostes de la part d'Adolf Schulten i J.-B. Mispoulet. Les restitucions fetes per Carcopino de les llacunes textuals eren de gran erudició. Tot i que no totes eren correctes, no van ser esmenades definitivament fins fa pocs anys gràcies a la publicació d'una sèrie de nous estudis.
També ha publicat llibres com ara Ovide et le culte d'Isis, Sylla ou la monarchie manquée (1932), César (1936) o també La vie quotidienne à Rome à l'apogée de l'Empire (1939), Aspects mystiques de la Rome païenne (1941), De Pythagore aux apôtres (1956), etc.
Membre de l'Acadèmia pontifícia d'arqueologia romana, doctor honoris causa de la Universitat de Oxford, membre de l'Académie des inscriptions et belles-lettres, Jérôme Carcopino fou elegit a l'Acadèmia francesa el 24 de novembre de 1955 a la cadira d'André Chaumeix. Hi és rebut el 15 de novembre de 1956 per André François-Poncet que va pronunciar en aquella ocasió un discurs memorable.
L'any 1969 el museu arqueològic de Aléria, jaciment que Carcopino va animar a excavar, fou batejat amb el seu nom.
La seva esposa, Antoinette Hillemacher de nom de fadrina (fou filla del compositor Lucien Hillemacher), va morir el 27 d'agost de 1973 als 87 anys.

## Títols honorífics
- Creu de guerra 1914-1918;
- Oficial de la Legió d'honor;
- Membre de l'Académie des inscriptions et belles-lettres, l'any 1930;
- Membre de l'Acadèmia francesa l'any 1955;
- Doctor honoris causa per la Universitat de Oxford;
- Membre de l'Acadèmia romanesa;
- Membre de l'Escola francesa de Roma

## Iconografia
El gravador Carlo Sarrabezolles l'any 1970 va fer una medalla pòstuma amb l'efígie de Jérôme Carcopino. Se'n conserva un exemplar al museu Carnavalet.

## Obres
La Terre de Verneuil à la veille de la Révolution, Verneuil-sur-Avre, A. Aubert, 1906, 55;
- Histoire de l'ostracisme athénien, in Mélanges d'histoire ancienne, Paris, Alcan, 1909, p. 83-267 ;
- Virgile et les origines d'Ostie, Paris, De Boccard, EFR, 1919, 819;
- La loi de Hiéron et les Romains, Paris, De Boccard, EFR, 1919, 309;
- La Louve du Capitole, Paris, Les Belles Lettres, 1925, 90;
- Études romaines. Tome 1 – La Basilique pythagoricienne de la Porte majeure, Paris, L'Artisan du livre, 1926, 415;
- Autour des Gracques. Études critiques, Paris, Les Belles Lettres, 1928, 307;
- Des Gracques à Sylla, Paris, PUF, 1929, 488;
- Ostie, Paris, Henri Laurens, 1929, 64;
- Virgile et le mystère de la IVe Églogue, Paris, L'Artisan du livre, 1930, 223;
- Sylla ou la monarchie manquée, Paris, L'Artisan du livre, 1931, 248;
- Points de vue sur l'impérialisme romain, Paris, Le divan, 1934, 276;
- L'ostracisme athénien, Paris, Alcan, 1935, 263;
- César, Paris, PUF, 1936, 590;
- La vie quotidienne à Rome à l'apogée de l'Empire, Paris, Hachette, 1939, 348;
- Aspects mystiques de la Rome païenne, Paris, L'Artisan du livre, 1941, 317;
- Le Maroc antique, Paris, Gallimard, 1943, 337;
- Les secrets de la correspondance de Cicéron, Paris, L'Artisan du livre, 1947, 2 vol., 447 et 495;
- Études d'histoire chrétienne. Tome 1 – Les fouilles de Saint-Pierre et la tradition, Paris, Albin Michel, 1953, 293 p.;
- Souvenirs de sept ans 1937-1944, Paris, Flammarion, 1953, 703;
- Le Mystère d'un symbole chrétien : l'ascia, Paris, Fayard, 1955, 96;
- De Pythagore aux Apôtres. Études sur la conversion du monde romain, Paris, Flammarion, 1956, 381;
- Alésia et les ruses de César, Paris, Flammarion, 1958, 221;
- Passion et politique chez les Césars, Paris, Hachette, 1958, 223;
- Les Étapes de l'impérialisme romain, Paris, Hachette, 1961, 272;
- Profils de conquérants, Paris, Flammarion, 1961, 414;
- Rencontres de l'histoire et de la littérature romaines, Paris, Flammarion, 1963, 285;
- Études d'histoire chrétienne. Tome 2 – Les reliques de Saint-Pierre de Rome, Paris, Albin Michel, 1965, 63;
- Souvenirs romains, Paris, Hachette, 1968, 292;
- Souvenirs de la guerre en Orient, 1915-1917, Paris, Hachette, 1970, 224;
- Les bonnes leçons, Paris, Les Belles Lettres, 1990, 235 p.